# Preeya Kalidas
Preeya Kalidas (Isleworth, London, 1980. június 21.) indiai származású brit énekes- és színésznő. Leginkább az EastEnders című szappanoperában és a Négy Oroszlán című szatirikus vígjátékban játszott szerepéról ismert. 2010 nyarán jelent meg Shimmy címmel első kislemeze.

## Ifjúsága
Isleworthban született, és Twickenhamben, London délnyugati kerületében nevelkedett. Édesapja egy független pénzügyi tanácsadó, édesanyja a British Airwaysnek dolgozik. Háromévesen kezdett balettozni és ötévesen dzsiggelni. Ezt követően a Sylvia Young Theatre Schoolban tanult Londonban. A Songtime Theatre Arts intézményben is folytatott tanulmányokat.

## Színészi karrierje
Először a Googleyes című drámában szerepelt, majd Usha szerepét játszotta a Jump Boy című rövidfilmben 1998-ban, melyet Menhaj Huda rendezett és Harsha Patel írt. Ezután több filmben és más televíziós programban szerepelt így például East is East, Bollywood Queen, My Family és Casualty, 2002-ben pedig Monicát alakította Gurinder Chadha Bend It Like Beckham című filmjében. Ezután mint Priya főszerepet kapott az Andrew Lloyd Webber által írott Bombay Dreamsben, melyet A. R. Rahman, Meera Syal és Don Black írt. Szintén szerepelt a BBC Bodies című sorozatában mint Dr. Maya Dutta.
2007-ben Kalidas lett a női főszereplője a Joseph and the Amazing Technicolor Dreamcoat című alkotásnak. Narrátorként Lee Meaddel szerepelt együtt, aki elnyerte Joseph címszerepét a BBC One Any Dream Will Do tehetségkutató programjában. Ugyanebben az évben megjelent a több díjat is nyert Channel 4 minisorozatban, a Britzban. 2009-ben Kalidas szerepelt BBC One Mistresses műsorában, s csatlakozott az EastEndershez még az év áprilisában mint Amira Shah, Syed Masood barátnője, majd felesége. 2010 januárjában bejelentette, hogy kiválik az EastEnders sorozatból, hogy popzenei karrierjére koncentrálhasson. Az utolsó epizódot, melyben szerepelt 2010. április 26-án vetítették.
Kalidas szintén szerepelt a Hotel Babylonban mint Aisha Chaudhri, egy gazdag indiai hoteltulajdonos lánya. Szerepelt a "Love Is Blind" című zenei videóban is, melyet Ramzi készített. 2009 decemberében, Leanne szerepét játszotta az ITV vígjátékában, a Mister Elevenben. 2010 Chris Morris Négy Oroszlán című filmjében Sophiát, a főszereplő Omar (Riz Ahmed) feleségét alakította. A filmet 2010. május 7-én mutatták be. Egy kisebb szerepet kapott Gurinder Chadha legújabb filmjében a It's a Wonderful Afterlifeban is.

## Énekesi karrierje
Az EastEndersből való kilépése után a Universal Recordsszal kötött szerződést, hogy előmozdítsa énekesi pályáját.
Első albuma, a Shimmy, melyben Mumzy Stranger is fellépett, 2010. július 26-án jelent meg. Több showban szerepelt, így a National Lottery Showban és a Loose Womenben, ahol előadta új számát. A szingle vegyes fogadtatásban részesült miután a BBC Newsround csak három csillagot adott neki és negatívan értékelte a dalt. Ugyanakkor Ruth Harrison FemaleFirsttől azt mondta, hogy neki tetszett az album, csak nem kedveli ezt a zenei stílust. Kalidas szerint a teljes album különböző stílusokat fog tartalmazni és Constant Craving címmel fog megjelenni.
Miközben első lemezén dolgozott, Kalidas több más művésszel is együttműködött. Fellépett Bashy Fantasy című szólóalbumán is, és az ismert rapper Skepta Doin' It Again című albumának Cross My Heart címet viselő klipjében.

## Magánélete
Kalidas mindig igyekezett távol tartani a sajtót magánéletétől. Bulvárhírek szerint 2010 őszén egy Angliában élő magyar nemes, gróf Milványi Cseszneky Miklós udvarolt az énekesnőnek. Az érintettek cáfolták a híreszteléseket, de az Esti Hírlap információi szerint a cáfolatok hátterében vallási-kulturális megfontolások állnak, mivel az indiai származású művésznő egy 2009-es interjúban úgy nyilatkozott, hogy nem lenne ellenére, ha a szülei találnának számára férjet, s elmondása szerint testvére is egy előre elrendezett házasságban lelte meg a boldogságot.

## Diszkográfia

### Kislemezek
| Year | Title                               | Chart positions | Album            |
| Year | Title                               | UK              | Album            |
| ---- | ----------------------------------- | --------------- | ---------------- |
| 2010 | "Shimmy" (featuring Mumzy Stranger) | 85              | Constant Craving |

### Mint szereplő
| Year | Title                                                                     | Chart positions | Album          |
| Year | Title                                                                     | UK              | Album          |
| ---- | ------------------------------------------------------------------------- | --------------- | -------------- |
| 2002 | "Love's Never Easy" (A. R. Rahman featuring Preeya Kalidas)               | —               | Bombay Dreams  |
| 2002 | "Shakalaka Baby" (A. R. Rahman featuring Preeya Kalidas and Raza Jaffrey) | 38              | Bombay Dreams  |
| 2010 | "Fantasy" (Bashy featuring Preeya Kalidas)                                | 88              | TBC            |
| 2010 | "Cross My Heart" (Skepta featuring Preeya Kalidas)                        | 31              | Doin' It Again |